# Manang
Manang (in nepalese मनाङ गाविस) è un centro abitato del Nepal situato nel Distretto di Manang.
Collocata nella valle del fiume Marshyangdi, a nord della catena dell'Annapurna; il fiume scorre verso est. Non ci sono strade, solo sentieri, e la maggior parte delle merci pesanti vengono trasportate con carovane di muli o dai portatori. Un piccolo aeroporto, costruito nel 1985, situato 2,5 km a est della città, serve tutta la valle. 

## Galleria d'immagini

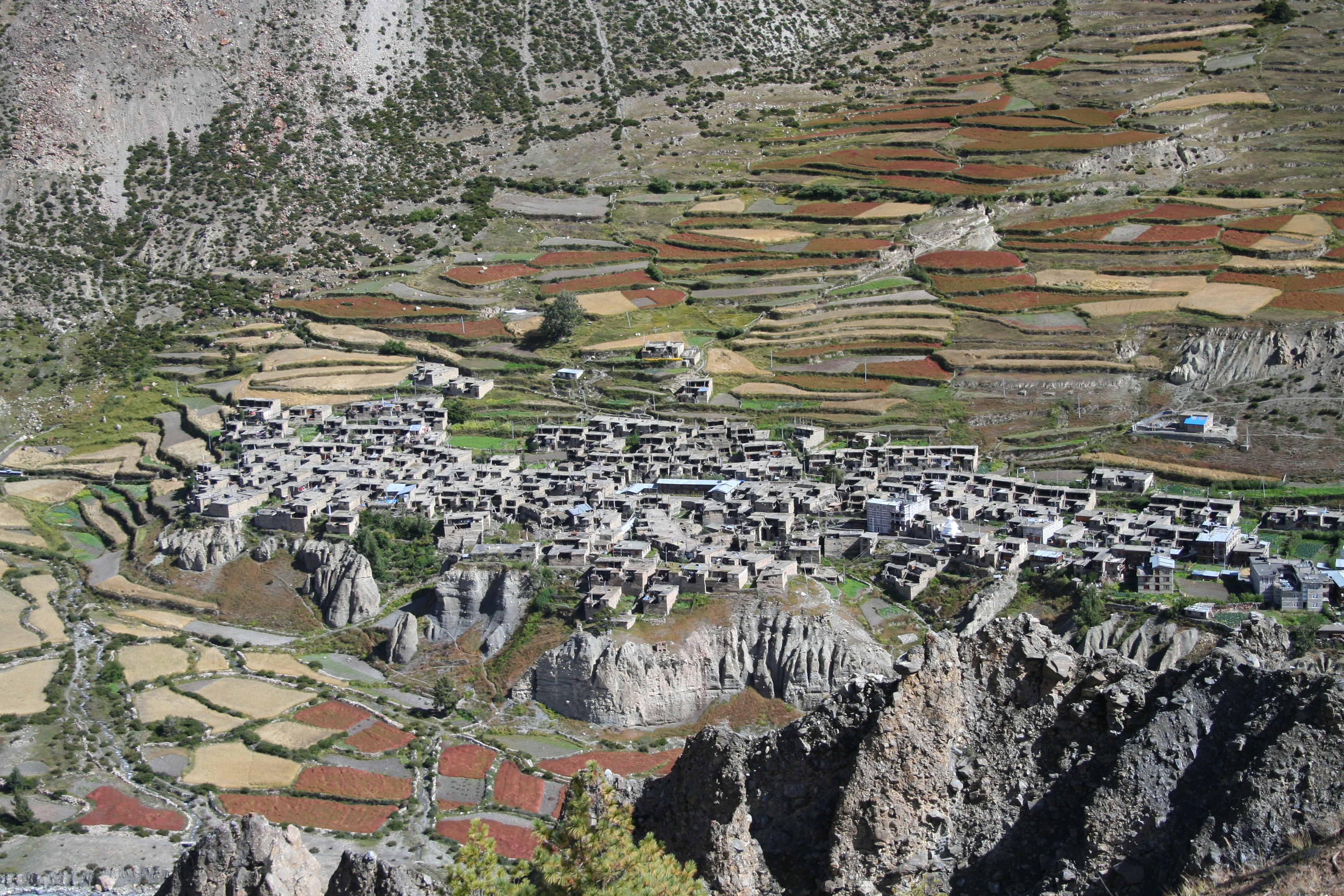
Panorama
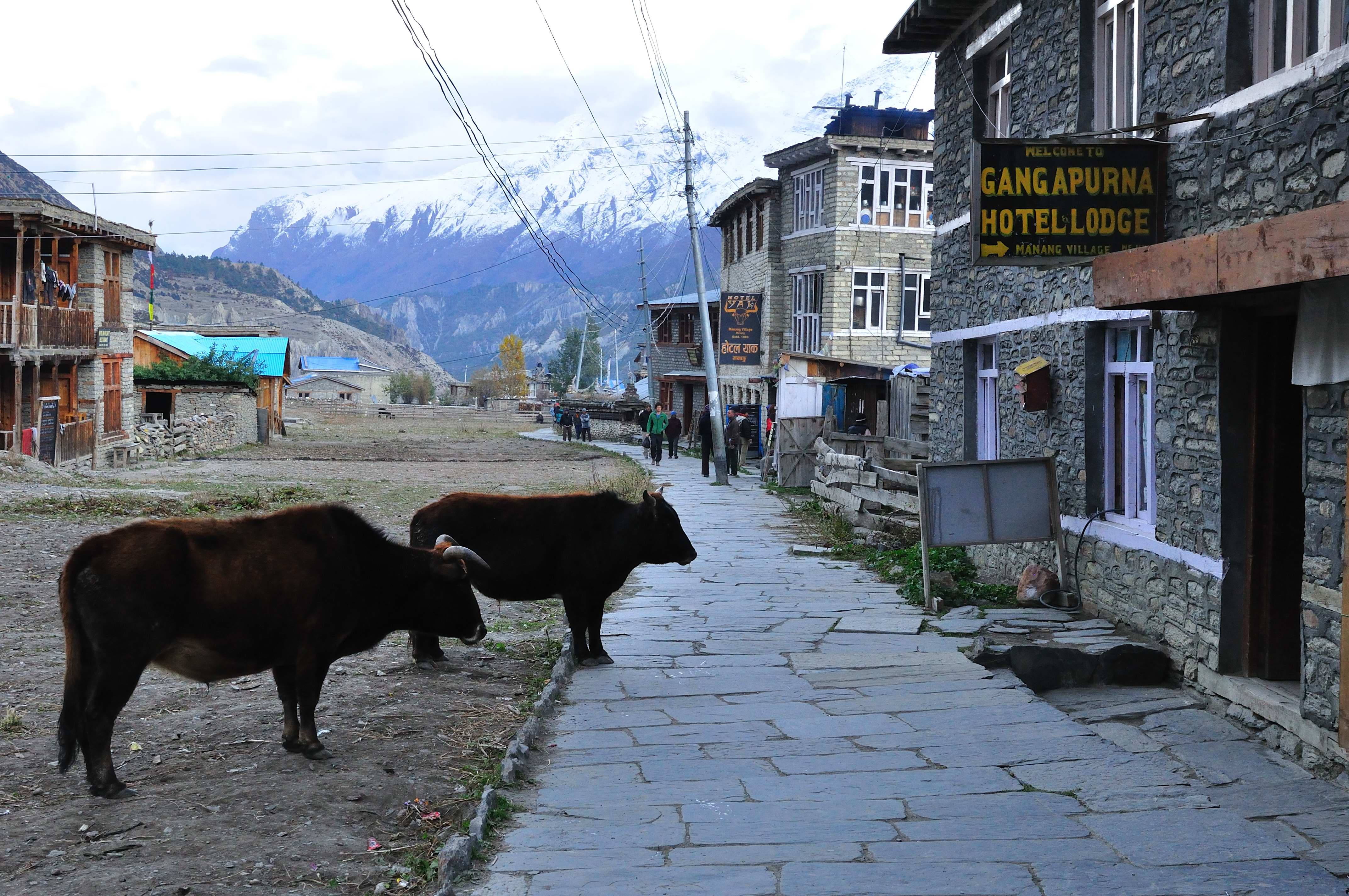
La strada principale di Manang
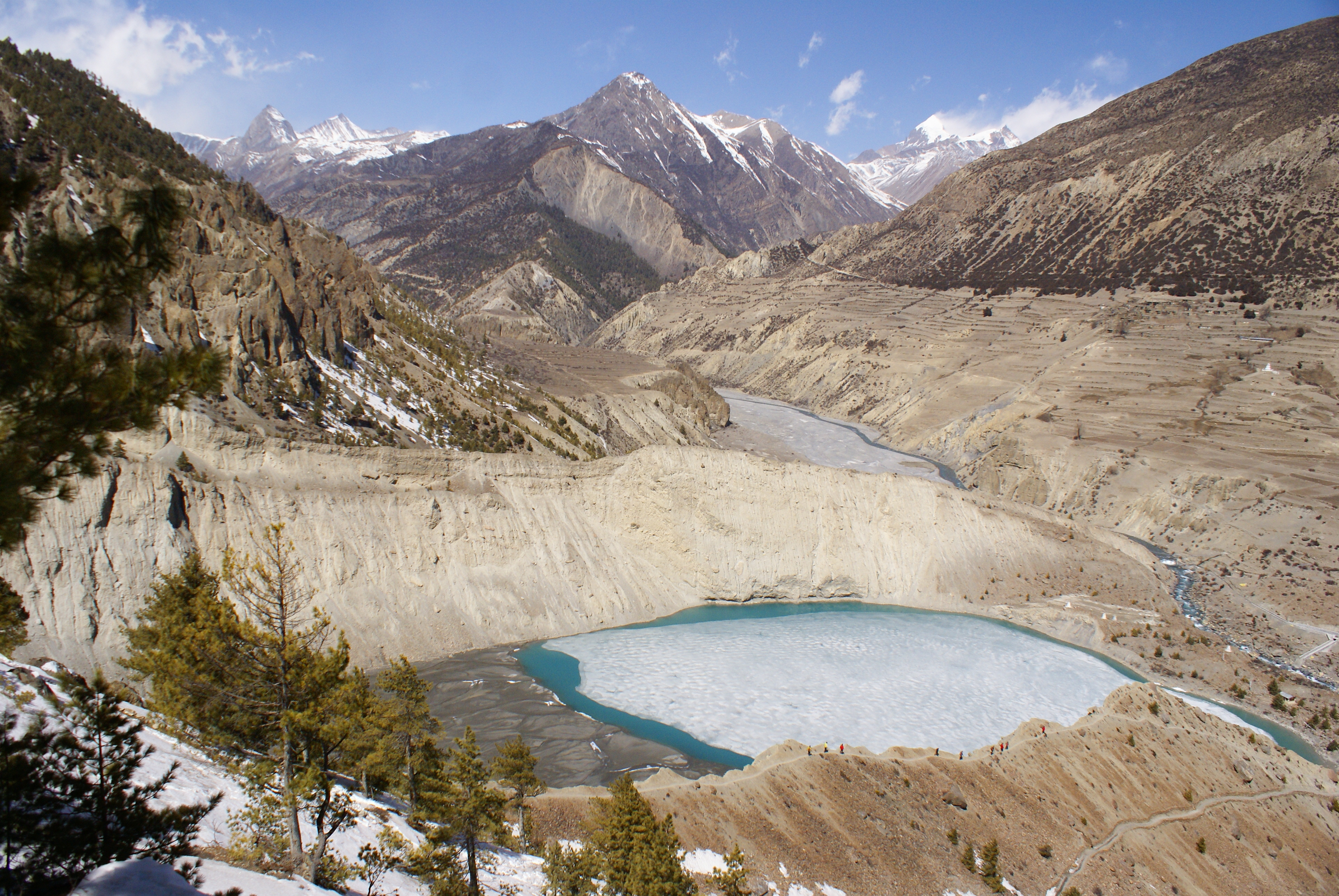
Vista del lago Gangapurna, situato nel distretto di Manang
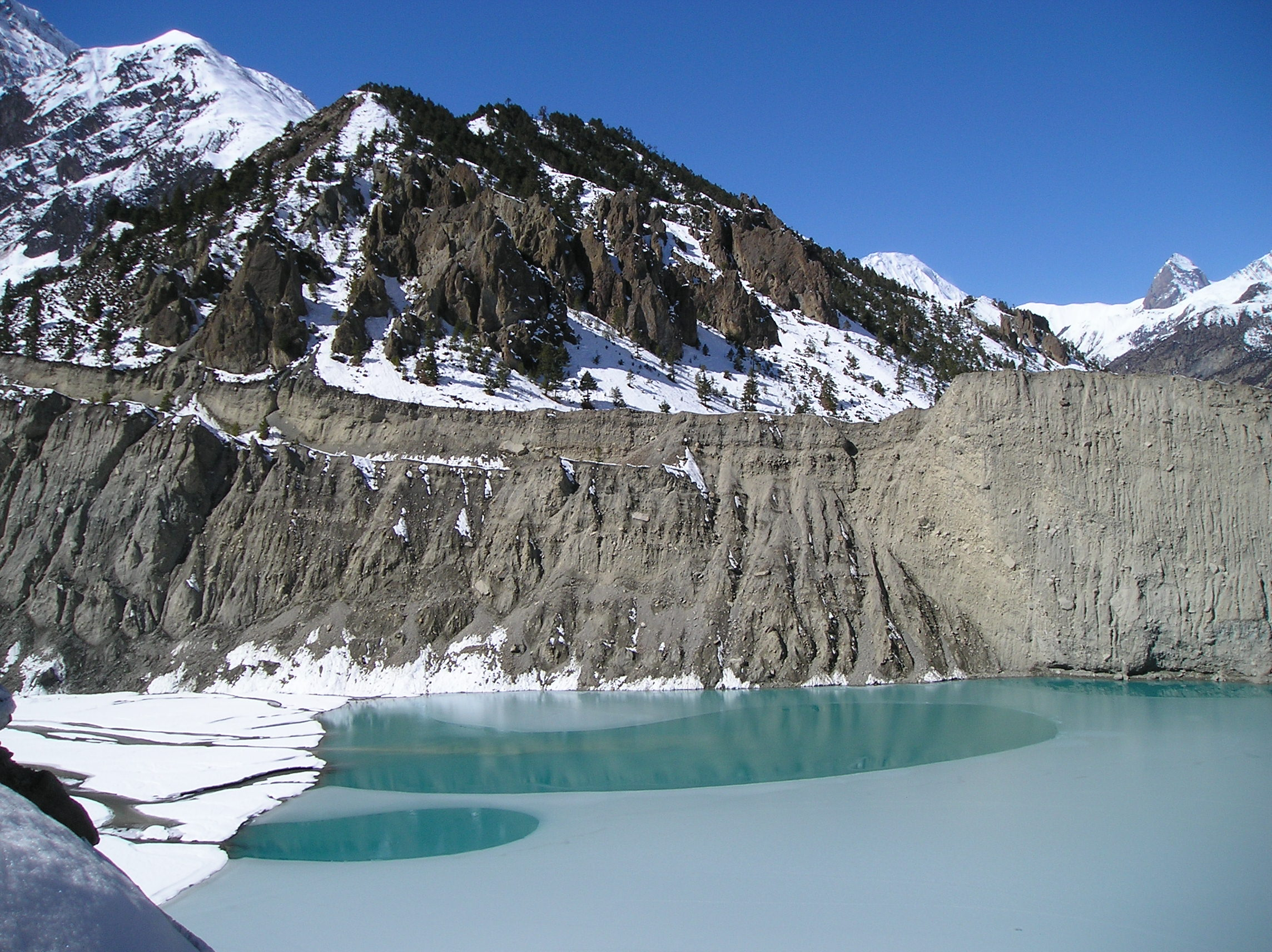
Lago a Manang da vicino